# Henry Rorig
Henry Rorig (* 3. März 2000 in Langenhagen) ist ein deutscher Fußballspieler.

## Karriere
Nach seinen Anfängen in der Jugend von Hannover 96 und des VfL Wolfsburg wechselte er im Sommer 2015 in die Jugendabteilung von Werder Bremen. Nach insgesamt 24 Spielen in der B-Junioren-Bundesliga erreichte er mit seiner Mannschaft das Finale 2016/17, verlor dort aber gegen den FC Bayern München mit 0:2. Nach 36 Spielen in der A-Junioren-Bundesliga, bei denen ihm insgesamt ein Tor gelang, wurde er in den Kader der 2. Mannschaft aufgenommen und kam in der Regionalliga Nord auf 21 Spiele.
Im Sommer 2020 erfolgte sein Wechsel in die 3. Liga zum 1. FC Magdeburg. Dort kam er auch zu seinem ersten Einsatz im Profibereich, als er am 24. Oktober 2020, dem 7. Spieltag, bei der 1:2-Heimniederlage gegen den SV Wehen Wiesbaden in der 87. Spielminute für Andreas Müller eingewechselt wurde. Am Ende der Saison 2021/22 erreichte er mit der Mannschaft den Aufstieg in die 2. Bundesliga.
Nach dem Aufstieg verließ er die Magdeburger allerdings im Sommer 2022 und blieb der 3. Liga erhalten, indem er sich dem VfL Osnabrück anschloss. Mit der Mannschaft stieg er am Saisonende ebenfalls in die zweite Liga auf.
Nach dem Abstieg mit Osnabrück aus der 2. Bundesliga wechselte er im Sommer 2024 zum FC Energie Cottbus, der in die 3. Liga aufgestiegen war.

## Erfolge
1. FC Magdeburg
- Meister der 3. Liga und Aufstieg in die 2. Bundesliga: 2022

VfL Osnabrück
- Aufstieg in die 2. Bundesliga: 2023